# Jacques Tarbé de Saint-Hardouin
Pour les articles homonymes, voir Tarbé et Hardouin.
Jacques Tarbé de Saint-Hardouin, né le 5 décembre 1899 à Reims et mort à Neuilly-sur-Seine le 25 septembre 1956, est un diplomate et ministre français. Il fut également membre d'un groupe de résistants français, le "Groupe des Cinq", actif en 1942 à Alger, avec lequel il a contribué à préparer le débarquement allié en Afrique du Nord (Opération Torch).

## Biographie
Fils de Georges Tarbé de Saint-Hardouin, ingénieur, et de Renée Étienne, il est licencié ès lettres et en droit et diplômé de l’École libre des sciences politiques. Il est admis au concours d'entrée dans les carrières diplomatique et consulaire, le 23 mai 1921 (5e/18).
- Il est délégué à Wiesbaden pour la Conférence d’armistice du 22 juin 1940.
- Adjoint politique du général Maxime Weygand à Alger en 1941, il fut la même année mis en disponibilité sur sa demande et révoqué par Vichy en 1942 au lendemain du débarquement allié en Afrique du Nord, qu'il avait aidé à préparer aux côtés d'Henri d'Astier de La Vigerie, Jacques Lemaigre Dubreuil, Alphonse Van Hecke et Jean Rigault[1].
- Aussitôt après, celui-ci prend la fonction de Secrétaire aux affaires extérieures - soit équivalent de ministre des Affaires étrangères - au sein du Commandement en chef français civil et militaire, du gouvernement provisoire dirigé par le général Giraud à Alger.
- Délégué du Comité français de Libération nationale en Turquie en 1943.
- Ambassadeur à Baden en 1945 et conseiller politique du général Kœnig.
- Il a été diplomate à Berlin en 1948. Il a prévenu que l'Union soviétique pourrait tenter d'expulser les Occidentaux de Berlin[2].
- En 1950, il représente la France auprès de la commission consultative pour les réfugiés de Palestine à Beyrouth.
- Ambassadeur de France à Ankara de 1952 à 1955.

Il fut fait chevalier de la Légion d'honneur le 28 juillet 1933, puis officier officier de la Légion d'honneur le 26 février 1946, et enfin commandeur de la Légion d'honneur le 16 mars 1954. 
Veuf d'Isabelle Nesrine Djelal-Noury (1908-1947), fille du député ottoman et de l'intellectuel turc Celâl Nuri İleri, il se remaria par la suite avec Hélène Oberhaffer. 
Sa dépouille repose à Reims, au Cimetière du Nord.